# Deposició química de vapor

CVD tèrmic de paret calenta (tipus d'operació per lots)

La deposició química de vapor o DQV és un procés químic per a dipositar capes primes de diversos materials sobre un substrat.

CVD assistida per plasma

En un procés típic de DQV el substrat és exposat a un o més precursors volàtils, activats mitjançant impactes electromagnètics bé de temperatura, plasmatics, fotònics, o d'altres, per tal de fer-los reaccionar, descomponent-se en la superfície del substrat per a produir el dipòsit desitjat. Com a residus, es produeixen sovint subproductes volàtils, que són remoguts per mitjà d'un flux de gas que passa a través de la cambra de reacció.